# Doa translucida
Doa translucida är en fjärilsart som beskrevs av Paul Dognin 1910. Doa translucida ingår i släktet Doa och familjen Doidae. Inga underarter finns listade i Catalogue of Life.